# Concepción (Sololá)
Concepción – niewielka miejscowość na południowym zachodzie Gwatemali, w departamencie Sololá. Według danych szacunkowych z 2012 roku liczba mieszkańców wynosiła 4931 osób. 
Concepción leży około 6 km na północ od stolicy departamentu – miasta Sololá. Miejscowość leży na wysokości 2070 metrów nad poziomem morza, w górach Sierra Madre de Chiapas, w odległości około 4 km od brzegu jeziora kraterowego Atitlán. 

## Gmina Concepción
Miejscowość jest także siedzibą władz gminy o tej samej nazwie, która jest jedną z dziewiętnastu gmin w departamencie. W 2012 roku gmina liczyła 6678 mieszkańców. Gmina jak na warunki Gwatemali jest mała, a jej powierzchnia obejmuje 40 km². 
Mieszkańcy gminy utrzymują się głównie  z  hodowli zwierząt, uprawy roli z rzemiosła artystycznego. W rolnictwie dominuje uprawa kukurydzy, pszenicy, a także pomidorów i innych warzyw.